# Route nationale 4 (La Réunion)
Pour les articles homonymes, voir Route nationale 4.
 (mai 2011).
La route nationale 4 est un axe routier majeur de l'île de La Réunion, un département d'outre-mer français dans l'océan Indien. Longue de 3,4 kilomètres, elle relie le Boulevard Tamatave à la route nationale 7 au niveau du giratoire des Danseuses en passant par l'avenue Rico Carpaye.